# Smlouvy o zamezení dvojího zdanění
Smlouvy o zamezení dvojího zdanění (angl. Double Tax Treate) jsou mezinárodní smlouvy, které jsou uzavřeny mezi dvěma nebo více státy s cílem zejména:
- zamezit dvojímu zdanění,
- zamezit dvojímu nezdanění,
- snížit možnosti daňových úniků,
- zajistit daňovou nediskriminaci,
- zajistit objektivní rozdělení výnosů mezi smluvními státy.[1]

Tyto smlouvy nezavádějí nové typy daní, ale pouze mění nebo doplňují ustanovení národních daňových systémů jednotlivých států. Cílem smluv o zamezení dvojího zdanění je určit, který stát má právo daný příjem zdanit.

## Druhy smluv o zamezení dvojího zdanění
Podle smluvních stran existují dva typy smluv o zamezení dvojího zdanění a to bilaterální, kde smluvními stranami jsou pouze dva státy a multilaterální, kde je smlouva uzavřena mezi více státy.
Pro uzavírání bilaterálních komplexních smluv o zamezení dvojího zdanění existují v současné době dvě modelové konvence týkající se daně z příjmů nebo majetku, které se odlišují zejména kritérii, podle kterých se stanovuje stát, jenž má právo daný příjem zdanit. Jedná se o:
- Model OECD (Organizace pro hospodářskou spolupráci a rozvoj) – uzavírají jej mezi sebou vyspělé země, neboť právo zdanit příjem je ponecháno státu, v němž je poplatník rezidentem.
- Model OSN (Spojené národy) – je uzavírán zejména s rozvojovými zeměmi. Právo zdanit příjem je ponecháno státu, ve kterém se nachází zdroj příjmů poplatníka.[1]

Vzorová smlouva OECD je asi nejvýznamnějším dokumentem vypracovaným OECD v daňové oblasti. Text vzorové smlouvy spolu s Komentářem ke smlouvě představuje podrobný návod ke sjednávání takových smluv a zejména pak jejich interpretaci. Rada OECD doporučuje, aby státy při uzavírání nových smluv nebo při novelizaci stávajících smluv vycházely z této Vzorové smlouvy a při interpretaci jejich ustanovení akceptovaly její Komentář.
Cílem Komentáře je vyložit jednotlivé pojmy uvedené v modelové smlouvě tak, aby poskytly uživatelům podrobný výklad termínů obsažených ve smlouvě a rovněž i výklad k situacím, které při aplikaci smlouvy o zamezení dvojího zdanění mohou nastat. Komentář však nepředstavuje mezinárodní smlouvu, ale pouze „doporučení“ výkladu. V případě interpretačních potíží se tedy postupuje podle způsobu, který předpokládá Vídeňská úmluva o smluvním právu, která v článku 31 uvádí, že smlouva musí být vykládána v dobré víře, v souladu s obvyklým významem, který je dáván výrazům ve smlouvě v jejich celkové souvislosti, a s přihlédnutím k předmětu a účelu smlouvy.

## Sjednávání, schvalování a časová působnost
Podpis smluv o zamezení dvojího zdanění zajišťuje zpravidla ministr financí, ministr zahraničních věcí, příslušný velvyslanec v druhém státě nebo zvláštní zmocněnci. Projednávání a schvalování smluv o zamezení dvojího zdanění Poslaneckou sněmovnou a Senátem je jednodušší než u daňových zákonů. Není zde dáno pořadí. Smlouvy o zamezení dvojího zdanění jsou pravidelně zahraničním a rozpočtovým výborem Poslanecké sněmovny a senátním výborem pro hospodářství, zemědělství a dopravu a výborem pro zahraniční věci, obranu a bezpečnost.
Smlouvy o zamezení dvojího zdanění zpravidla dávají každému státu možnost vypovězení smlouvy. V praxi však k výpovědi nedochází a státy hledají řešení prostřednictvím sjednání nové smlouvy.

## Aplikační přednost smluv
V literatuře se lze setkat se zjednodušeným konstatováním, podle kterého jsou smlouvy o zamezení dvojího zdanění nadřazeny českému zákonu o daních z příjmů, nebo dokonce že mají vyšší právní sílu. Smlouvy o zamezení dvojího zdanění i zákon o daních z příjmů však mají charakter originárního, primárního právního předpisu. Z toho vyplývá, že neexistuje vztahová hierarchie mezi smlouvou o zamezení dvojího zdanění a zákonem o daních z příjmů, ale ustanovení smlouvy o zamezení dvojího zdanění mají aplikační přednost před zákonem o daních z příjmů.
Výše uvedené vyplývá také ze zákona o daních z příjmů, který v § 37 stanoví: „Ustanovení tohoto zákona se použije, jen pokud mezinárodní smlouva, kterou je Česká republika vázána, nestanoví jinak.“
Vztah smlouvy o zamezení dvojího zdanění a zákona o daních z příjmů daleko lépe vystihuje zásada lex specialis derogat generali, která říká, že v případě naplnění podmínek aplikace konkrétní smlouvy o zamezení dvojího zdanění se ustanovení zákona o daních z příjmů nepoužije v rozsahu, v jakém je v rozporu se smlouvou o zamezení dvojího zdanění.

## Koncepce smluv o zamezení dvojího zdanění
Obsahem smluv je soubor kritérií, které umožňují jednoznačně stanovit stát, který má právo zdanit jmenovitě určené druhy příjmu. Dále stanovuje povinnost druhému státu provést opatření zamezující dvojímu zdanění. Obsahově smlouvy vychází z modifikace daňových zákonů smluvních států. Z hlediska rozsahu příjmů, které smlouvy zahrnují, členíme smlouvy na dílčí (nejčastěji zaměřené na příjmy z mezinárodní letecké, námořní a silniční přepravy) a komplexní. Výše zmíněné vzorové smlouvy OECD a OSN jsou modelem při uzavírání právě komplexních smluv.

### Struktura smlouvy o zamezení dvojího zdanění podle modelu OECD
Osobní působnost
- Článek 1 – Osoby, na které se smlouva vztahuje

Věcná působnost
- Článek 2 – Daně, na které se smlouva vztahuje

Definice
- Článek 3 – Všeobecné definice
- Článek 4 – Rezident
- Článek 5 – Stálá provozovna

Zdanění příjmů
- Článek 6 – Příjmy z nemovitého majetku
- Článek 7 – Zisky podniků
- Článek 8 – Mezinárodní doprava
- Článek 9 – Sdružené podniky
- Článek 10 – Dividendy
- Článek 11 – Úroky
- Článek 12 – Licenční poplatky
- Článek 13 – Zisky ze zcizení majetku
- Článek 14 – Příjmy ze zaměstnání
- Článek 15 – Tantiémy
- Článek 16 – Umělci a sportovci
- Článek 17 – Penze
- Článek 18 – Veřejné funkce
- Článek 19 – Studenti
- Článek 20 – Ostatní příjmy

Zdanění majetku
- Článek 21 – Majetek
- Metody zamezující dvojímu zdanění:
- Článek 22 – Vyloučení dvojího zdanění

Zvláštní ustanovení
- Článek 23 – Zákaz diskriminace
- Článek 24 – Řešení případů dohodou
- Článek 25 – Výměna informací
- Článek 26 – Pomoc při výběru daní
- Článek 27 – Členové diplomatických a konzulárních úřadů

Závěrečná ustanovení
- Článek 28 – Územní působnost
- Článek 29 – Vstup v platnost
- Článek 30 - Výpověď

## Česká republika
Česká republika má v platnosti téměř stovku smluv o zamezení dvojímu zdanění.
Gov.cz je definuje jako "jakákoli specifická pravidla, která se uplatňují na: přeshraniční pracovníky (pendlery) pracující jako zaměstnanci nebo jako osoby samostatně výdělečně činné; vyslané pracovníky; ředitele společností nebo členy orgánů společností; zaměstnance pracující v jedné zemi EU pro společnost se sídlem v jiné zemi EU; umělce nebo sportovní profesionály; státní úředníky v jiné zemi EU; nezaměstnané osoby hledající zaměstnání v jiné zemi EU; důchodce žijící v jedné zemi EU, ale pobírající důchod z jiné země EU".
Přehled platných smluv uvádí Ministerstvo financí.